# Tagetes
Die Tagetes (Tagetes), auch Studentenblume, Samtblume (veraltet: Sammetblume), türkische Nelke oder Totenblume genannt, ist eine Pflanzengattung aus der Familie der Korbblütler (Asteraceae). Die 50 bis 60 Arten sind von den USA über Mexiko und Zentralamerika bis Südamerika weit verbreitet. Viele Sorten werden als Zierpflanzen verwendet und zählen zu den bekanntesten Sommerblumen und eignen sich sowohl für Beete wie auch für Balkonkästen.
Ihren Namen erhielten die Tagetes nach dem etruskischen Gott Tages.

## Beschreibung

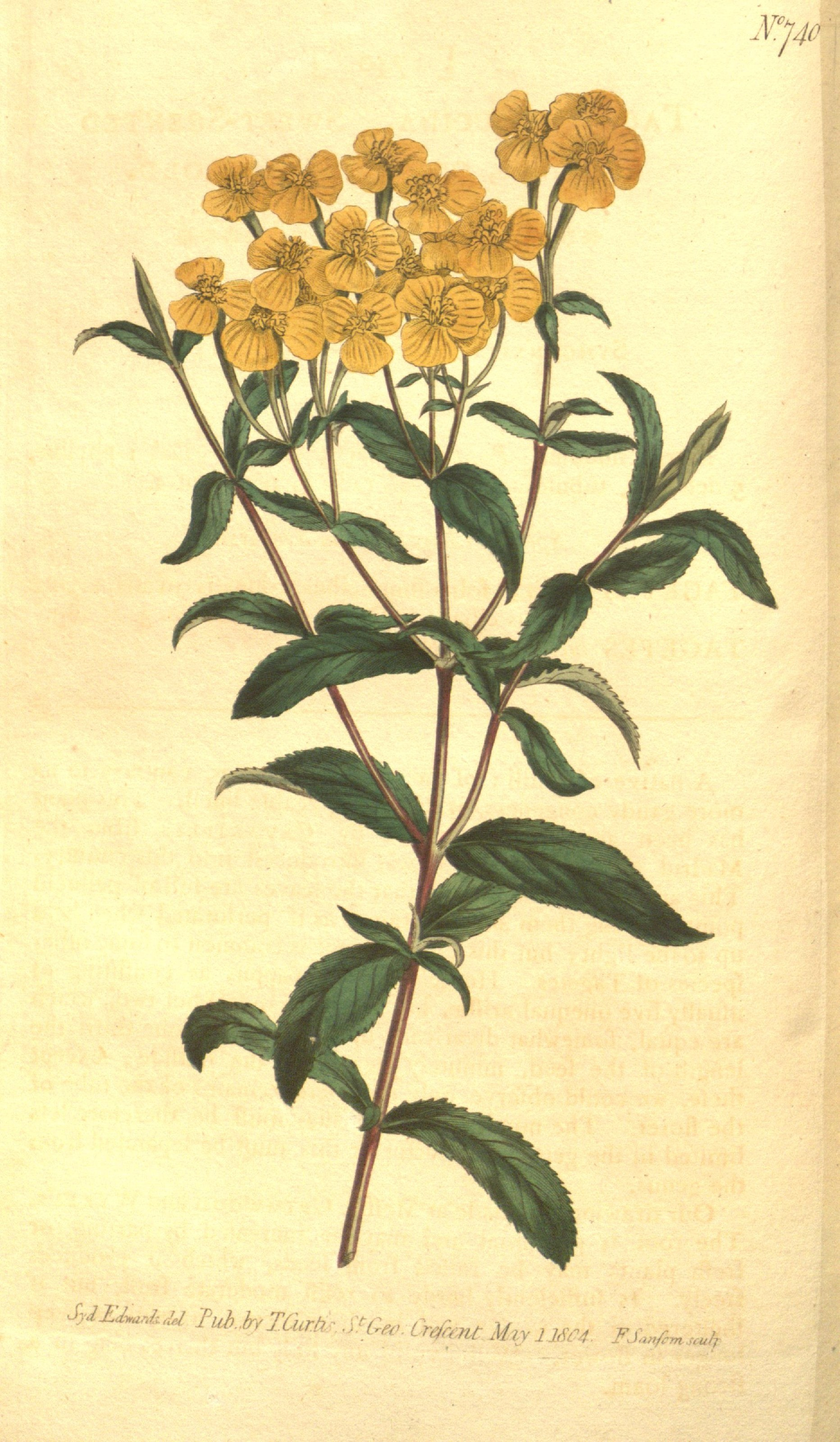
Illustration aus Curtis's Botanical Magazine, Nummer 740 von Tagetes lucida

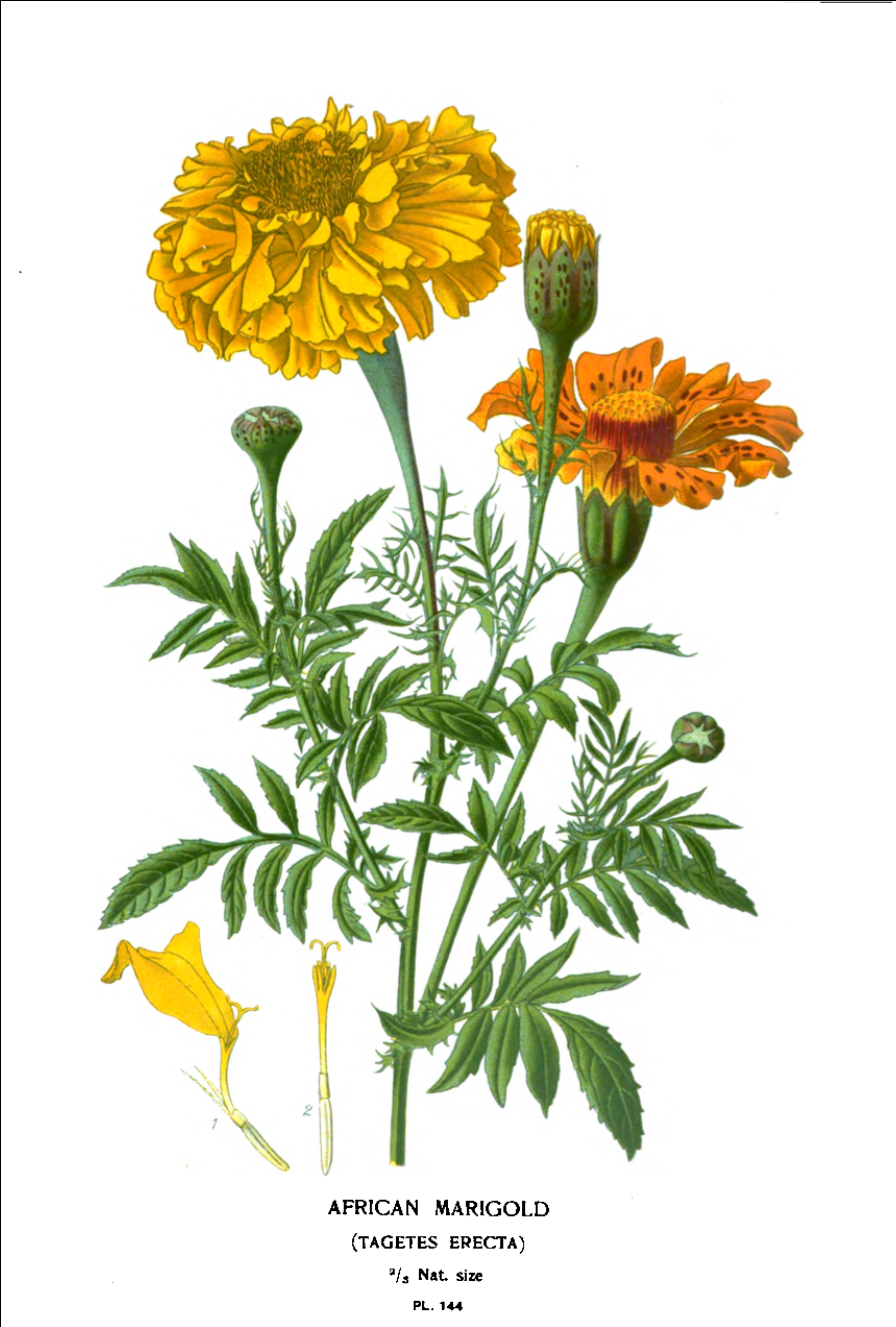
Illustration der Aufrechten Studentenblume (Tagetes erecta)

### Vegetative Merkmale
Tagetes-Arten sind stark duftende, meist reich verzweigte, aufrecht wachsende, einjährige bis ausdauernde krautige Pflanzen, seltener Halbsträucher oder Sträucher. Sie erreichen Wuchshöhen von größtenteils 10 bis 80, selten bis 200 Zentimetern.
Die Laubblätter sind meist gegenständig, gelegentlich im oberen Sprossabschnitt auch wechselständig. Sie sind vorwiegend ein- bis dreifach fiederteilig oder gefiedert, selten ungeteilt, die Spreiten linealisch, lanzettlich bis eiförmig. Die Laubblätter sind durch zahlreiche drüsige Hohlräume drüsig punktiert, diese sind mit ätherischen Ölen gefüllt.

### Generative Merkmale
Die körbchenförmigen Teilblütenstände stehen in endständigen, locker traubenartigen Zymen, selten einzeln oder in dichten Schirmrispen, gelegentlich auf langen, hohlen Blütenschäften. Die Blütenkörbchen enthalten innen Röhrenblüten, die von einem Ring aus zweilappigen Zungenblüten umgeben sind, der selten fehlen kann; bei den meisten gezüchteten Sorten sind allerdings nur sterile Zungenblüten vorhanden (gefüllte Blüten). Hüllblätter der Körbchenhülle sind immer einreihig und auf dem größten Teil ihrer Länge miteinander verwachsen, sie tragen eine oder zwei Reihen von Öldrüsen. Eine Außenhülle fehlt. Die Blüte sind gelb, weiß, orange gefärbt, öfters mehrfarbig, mit roten bis rotbraunen Spitzen. Die in ungefüllten Sorten oft fünf, bis zu acht Zungenblüten sind am Ende abgestutzt oder zweilappig. Je nach Art ist die Zahl der Röhrenblüten sehr verschieden.
Die Achänen sind schwarz gefärbt, stumpf pyramidenförmig oder zylindrisch bis spindelförmig, nur selten etwas abgeflacht, behaart oder kahl. Sie haben einen Pappus, der nur aus zwei bis fünf, selten bis zehn, oft ungleich langen Schuppen besteht.

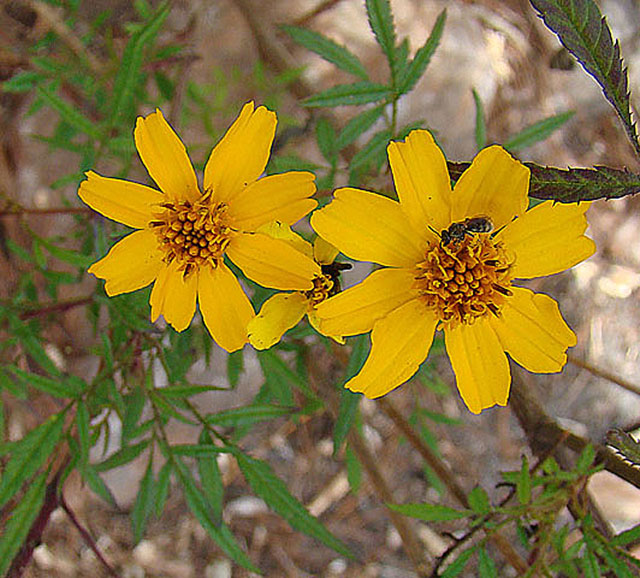
Tagetes lemmonii

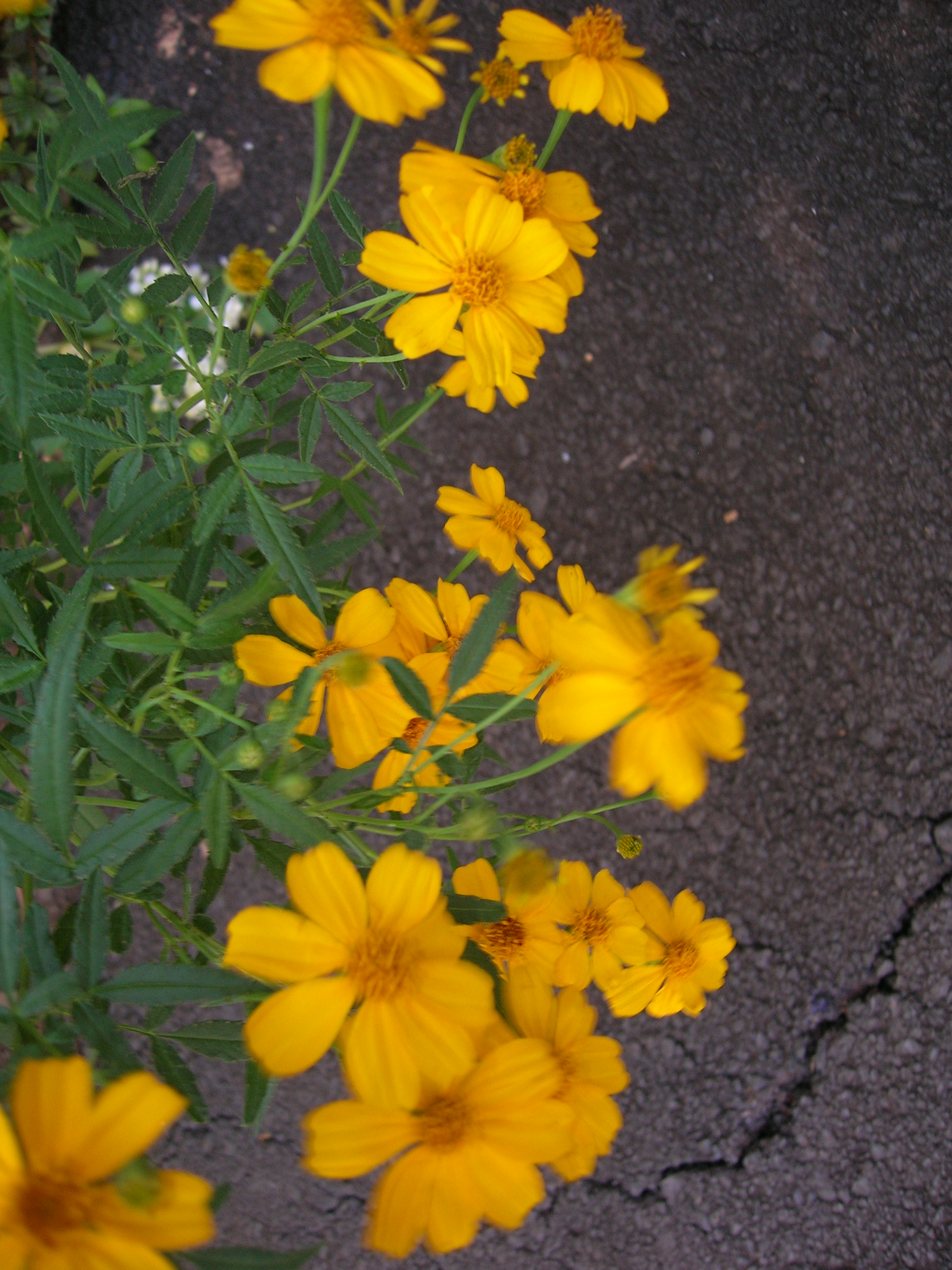
Tagetes lucida

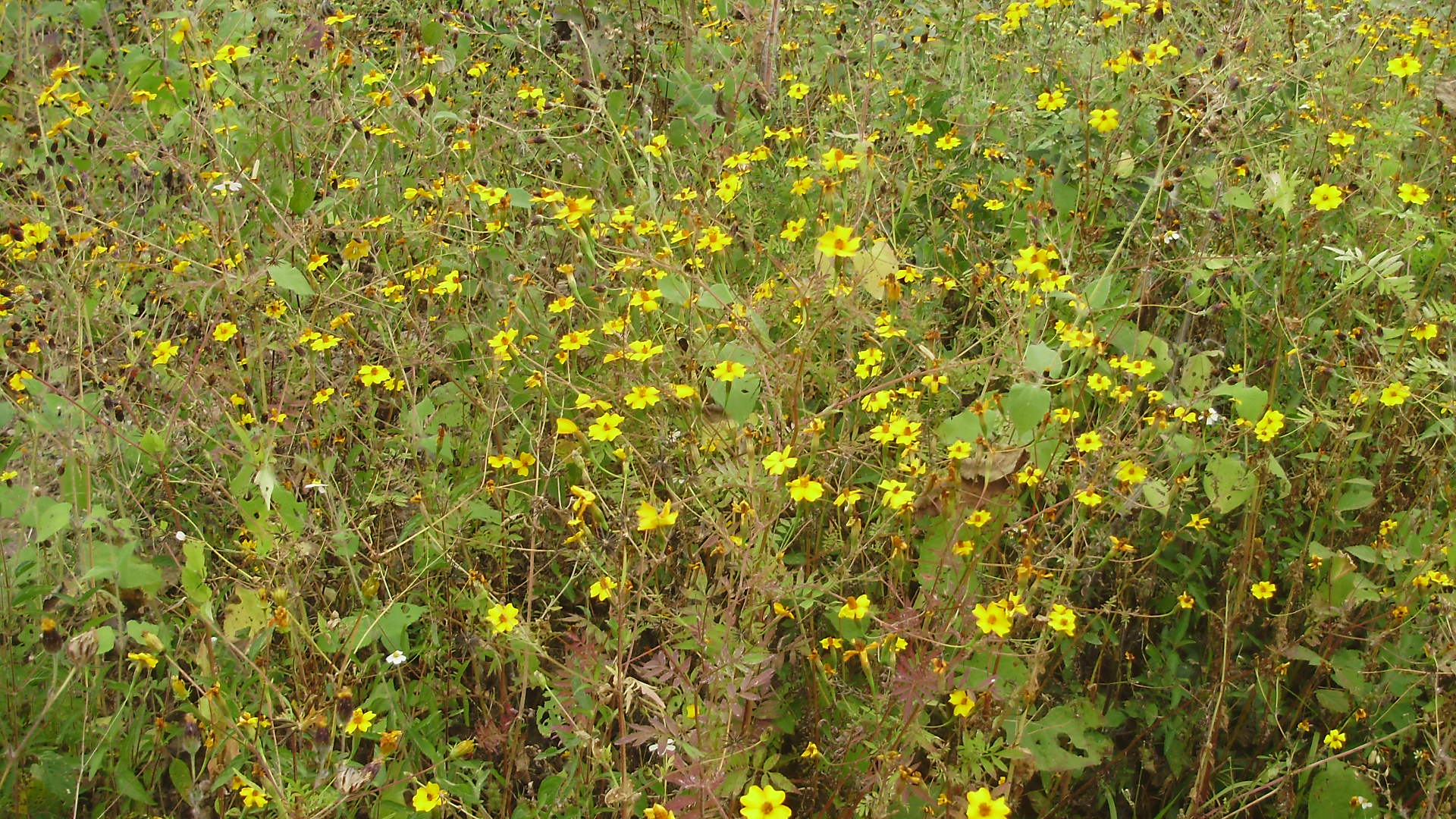
Tagetes lunulata

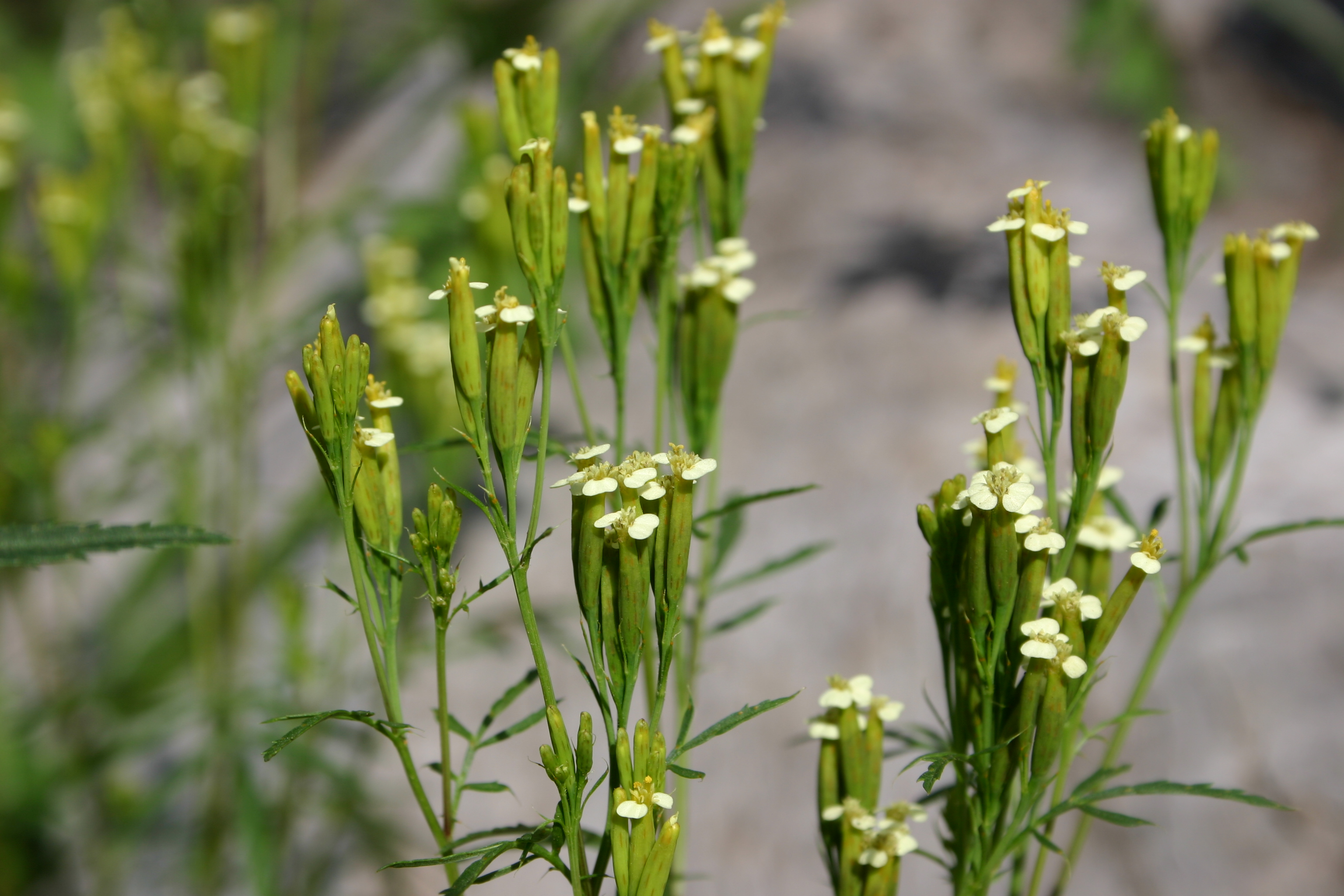
Tagetes minuta

Die Chromosomenzahl beträgt x = 12.

## Systematik und Verbreitung
Die Gattung Tagetes wurde 1753 durch Carl von Linné in Species Plantarum, Tomus 2, Seite 887 aufgestellt. Der Gattungsname Tagetes ist nach dem etruskischen Gott Tages benannt.
Die 50 bis 60 Tagetes-Arten sind von den südwestlichen USA über Mexiko und Zentralamerika bis Argentinien (Südamerika) weitverbreitet.
Zur Gattung Tagetes gehören 50 bis 60 Arten (Auswahl):
- Tagetes apetala Posada-Ar.: Sie kommt in Kolumbien vor.[4]
- Tagetes arenicola Panero & Villaseñor: Sie wurde 1996 erstbeschrieben und kommt in den mexikanischen Bundesstaaten Guerrero sowie Oaxaca vor.[5]
- Tagetes argentina Cabrera: Sie kommt in der argentinischen Provinzen Córdoba, Mendoza und San Luis vor.[4]
- Tagetes biflora Cabrera: Sie kommt in Chile und in den argentinischen Provinzen Mendoza, La Rioja sowie San Luis vor.[4]
- Tagetes campanulata Griseb.: Sie kommt in den argentinischen Provinzen Catamarca, Jujuy, La Rioja, Salta und Tucumán vor.[4]
- Tagetes coronopifolia Willd.[5]
- Tagetes daucoides Schrad.[5]
- Tagetes dianthiflora Kunth: Sie kommt in Ecuador und in den peruanischen Departamentos Ancash, Ayacucho, Cusco, Huánuco, Junín, La Libertad, Lima sowie Piura vor.[4]
- Tagetes elliptica Sm.: Dieser Endemit kommt nur im peruanischen Departamento Ancash vor.[4]
- Tagetes epapposa B.L.Turner[5]
- Aufrechte Studentenblume (Tagetes erecta L.): Sie kommt in Mexiko, Guatemala und Peru vor.[4]
- Tagetes erythrocephala Rusby: Dieser Endemit kommt nur in Peru im peruanischen Departamento Puno vor.[4]
- Tagetes filifolia Lag.: Sie ist von Mexiko über Guatemala, Honduras, El Salvador, Nicaragua, Costa Rica, Panama bis Venezuela, Kolumbien, Bolivien, Ecuador, Peru und Argentinien weitverbreitet.[4]
- Tagetes foetidissima DC.: Sie ist von Mexiko über Guatemala, Nicaragua und Costa Rica verbreitet.[4]
- Tagetes gracilis DC.: Sie kommt nur in Peru in den Departamentos Cuzco und Lima vor.[4]
- Tagetes hartwegii Greenm.: Sie kommt in mexikanischen Bundesstaaten Jalisco und Nayarit vor.[4]
- Tagetes heterocarpha Rydb.: Dieser Endemit kommt nur im mexikanischen Bundesstaat Jalisco vor.[4]
- Tagetes laxa Cabrera: Sie kommt in den argentinischen Provinzen Catamarca, Jujuy, Salta und Tucuman vor.[4]
- Tagetes lemmonii A.Gray: Sie gedeiht in Höhenlagen von 1400 bis 2500 Metern nur im US-Bundesstaat Arizona und im mexikanischen Bundesstaat Sonora.
- Tagetes lucida Cav.: Die Heimat ist Mexiko, El Salvador, Guatemala und Honduras.[4]
- Tagetes mendocina Phil.: Sie kommt in den argentinischen Provinzen Mendoza, Catamarca, La Rioja, San Juan sowie San Luis vor.[4]
- Tagetes micrantha Cav.: Sie gedeiht in Höhenlagen von 1500 bis 2600 Metern in den US-Bundesstaaten Arizona, New Mexico sowie Texas und in Mexiko.
- Tagetes minuta L.: Die Heimat ist Bolivien, Ecuador, Brasilien, Argentinien, Paraguay, Uruguay und Chile. Sie ist in Europa, Asien, Afrika, Nordamerika, Australien, Neuseeland und auf Hawaii und Madagaskar ein Neophyt.[4]
- Tagetes mulleri S.F.Blake: Dieser Endemit kommt nur im mexikanischen Bundesstaat Nuevo León vor.[4]
- Tagetes multiflora Kunth (Syn.: Tagetes andina M.Ferraro, Tagetes erythrocephala Rusby, Tagetes multiflora var. rupestris Wedd.): Sie ist Bolivien, Ecuador, Peru, Chile und in den argentinischen Provinzen Catamarca, Jujuy, La Rioja, Salta sowie Tucuman verbreitet.[4]
- Tagetes nelsonii Greenm.: Sie kommt vom mexikanischen Bundesstaat Chiapas bis Guatemala vor.[4]
- Tagetes parryi A.Gray: Dieser Endemit kommt nur im mexikanischen Bundesstaat San Luis Potosí vor.[4]
- Tagetes patula L.: Die Heimat ist Mexiko. Sie ist ein Neophyt in Nicaragua, auf Kuba und Puerto Rico, in Europa, Afrika, Indien, den Philippinen und auf Neuseeland.[4]
- Tagetes pectinata Turcz.: Sie kommt in Peru vor.[4]
- Tagetes perezii Cabrera: Sie kommt nur in der argentinischen Provinz San Juan vor.[4]
- Tagetes persicifolia (Benth.) B.L.Turner (Syn.: Adenopappus persicifolius Benth.): Sie kommt in Mexiko vor.[5]
- Tagetes praetermissa (Strother) H.Rob. (Syn.: Vilobia praetermissa Strother): Sie kommt von Bolivien bis Argentinien vor.[5]
- Tagetes pringlei S.Watson: Sie kommt in den mexikanischen Bundesstaaten Chihuahua, Durango, Aguascalientes, Jalisco, México sowie Michoacán vor.[4]
- Tagetes remotiflora Kunze: Sie kommt in den mexikanischen Bundesstaaten Durango, Sinaloa, Guerrero, Jalisco, Mexico und Michoacán.[4]
- Tagetes riojana M.Ferraro: Sie kommt in den argentinischen Provinzen Catamarca und La Rioja vor.[4]
- Tagetes rupestris Cabrera: Sie kommt in den argentinischen Provinzen Salta und Tucuman.[4]
- Tagetes stenophylla B.L.Rob.: Sie kommt in den mexikanischen Bundesstaaten Guerrero, Jalisco, Mexico, Michoacán und Morelos.[4]
- Tagetes subulata Cerv.: Sie ist von Mexiko über Guatemala, Honduras sowie Nicaragua bis Kolumbien und Venezuela verbreitet.[4]
- Schmalblättrige Studentenblume (Tagetes tenuifolia Cav., Syn.: Tagetes signata Bartl.): Sie ist von Mexiko über Guatemala, El Salvador, Honduras, Nicaragua bis Costa Rica verbreitet.[4]
- Tagetes terniflora Kunth: Sie kommt in Bolivien, Ecuador, Peru und Argentinien vor.[4]
- Tagetes verticillata Lag. & Rodr.: Sie kommt nur in Ecuador vor.[4]
- Tagetes zyaquirensis Humb. & Bonpl.: Sie kommt in Kolumbien und Ecuador vor.[4]

Nicht mehr zur Gattung Tagetes werden gerechnet:
- Tagetes rotundifolia Mill. → Rundblättrige Tithonie (Tithonia rotundifolia (Mill.) S.F.Blake)

Aufgrund molekulargenetischer Untersuchungen sind die Arten der ehemaligen Gattungen Adenopappus und Vilobia in Tagetes enthalten.

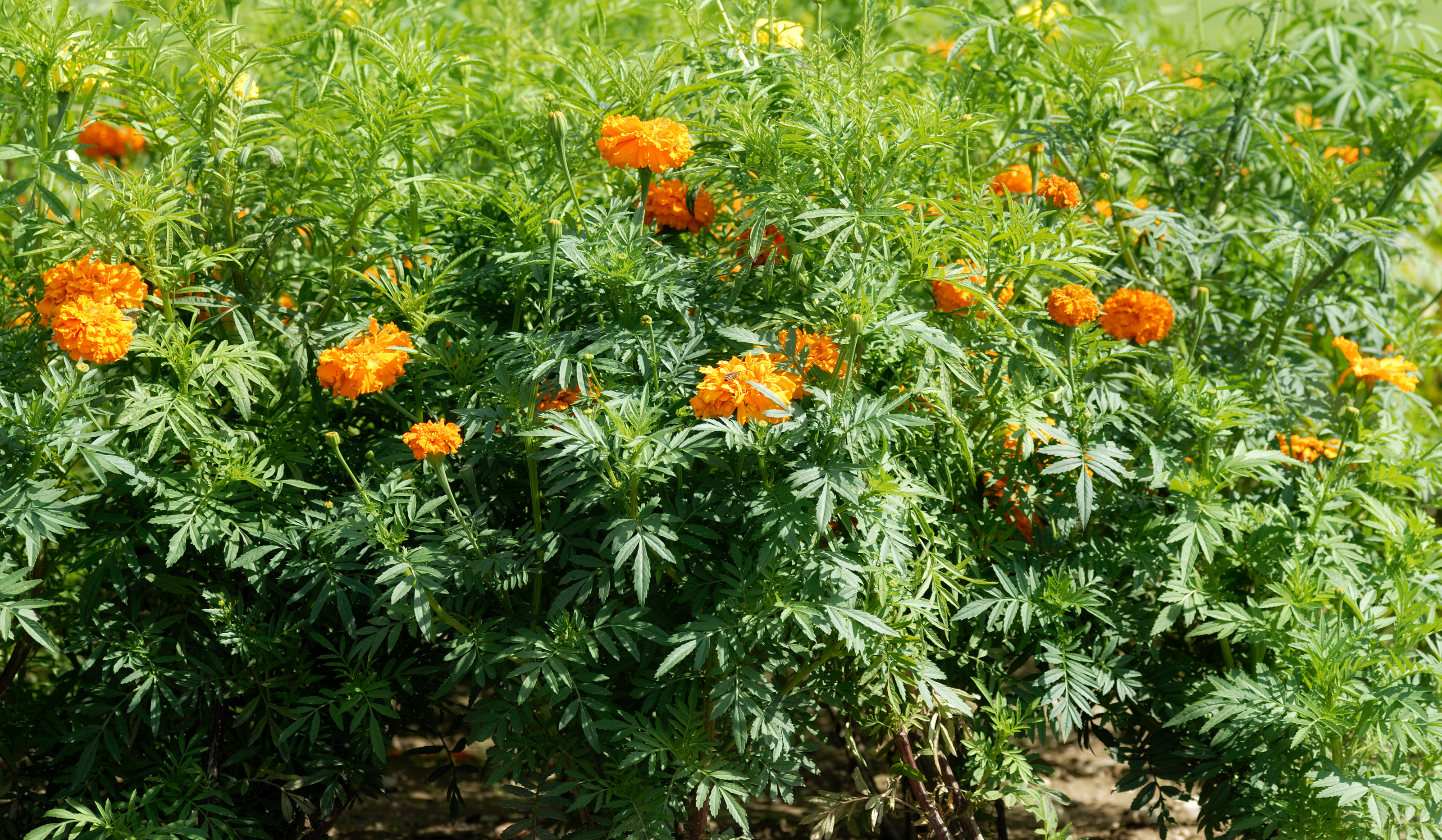
Sorte der Aufrechten Studentenblume (Tagetes erecta)

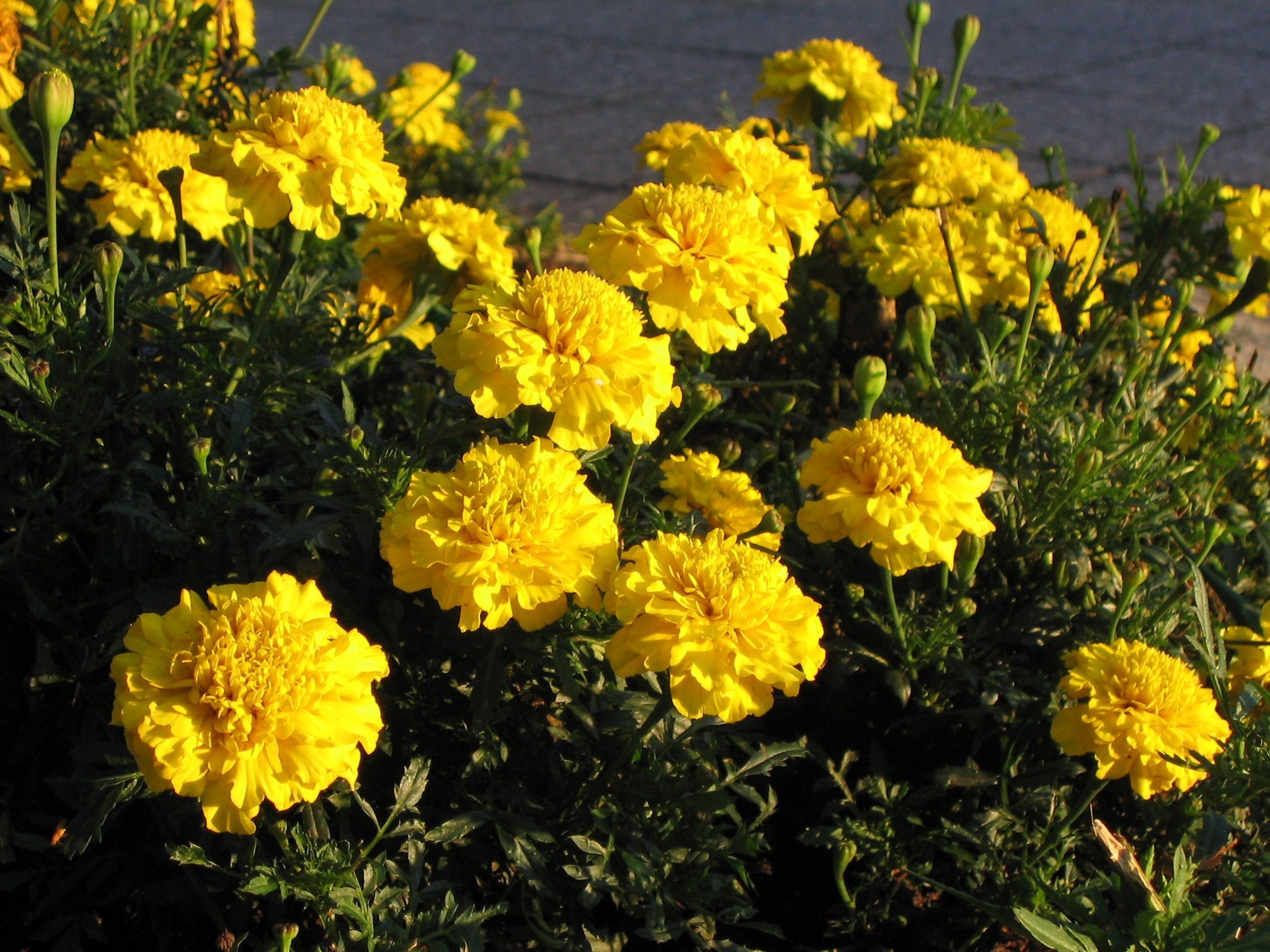
Gelbe Sorte von Tagetes patula

## Nutzung
Die in Mitteleuropa häufig angepflanzten Sorten von Aufrechte Studentenblume (Tagetes erecta), Ausgebreitete Studentenblume (Tagetes patula) und Schmalblättrige Studentenblume (Tagetes tenuifolia) sind hier nur selten und unbeständig verwildernd. Seltener werden auch Glänzende Studentenblume (Tagetes lucida) und Mexikanische Studentenblume (Tagetes minuta) angepflanzt.

### Zierpflanze
Die Farben der Blütenstände der Tagetes-Sorten reichen von zitronengelb bis braunrot, manche Hybriden haben auch zweifarbige Blütenkörbchen. Bei den älteren Sorten zeichnen sich die dunkelgrünen, gefiederten Blätter durch einen streng aromatischen Geruch aus, der von vielen Menschen als wenig angenehm empfunden wird. Den neueren Sorten ist dieser Geruch weggezüchtet. Allerdings hat ein intensiver Geruch der Studentenblume den Vorteil, dass Schädlinge wie die Weiße Fliege vertrieben werden.
Tagetes stellen nur wenig Anforderungen an den Gartenboden, sie gedeihen jedoch am besten an sonnigen Standorten.  Tagetes werden auch als Schnittblumen angebaut. Sie zählen zu den bekanntesten Sommerblumen und eignen sich sowohl für Beete als auch Balkonkästen.

#### Sortengruppen
In Kultur sind meist einjährige Hybriden, die man unter anderem in Sorten-Gruppen unterteilen kann (Auswahl):
- ‘African’: Diese sind Hybriden der Art Tagetes erecta. Sie wachsen sehr kompakt und weisen dichtgefüllte, bis 12 cm breite Blüten aus.
- ‘Afro-French’: Hierbei handelt es sich um Hybridkreuzungen von Tagetes erecta und Tagetes patula mit zahlreichen kleinen Blüten.
- ‘French’: Dies sind Hybriden von Tagetes patula, die etwa 5 cm breite Blütenkörbe haben, bei denen die Strahlenblüten eine leuchtend gefärbte Mitte umrahmen.
- ‘Signet’: ‘Signet’-Hybriden haben Tagetes tenuifolia als Stammform. Die reichlich und lang erscheinenden Blüten sind einfach und bis zu 3 cm breit.

### Unterpflanzung
In Nutzgärten und Obstplantagen dient Tagetes als Helferpflanze. Erdbeeren erhalten ein stärkeres Aroma, und Tagetes dient als Schneckenköder, der Nachbarpflanzen vor Schneckenfraß schützt. Durch die Anpflanzung von Tagetes kann die durch Nematoden verursachte „Bodenmüdigkeit“ mit Erfolg bekämpft werden, die zur Reduzierung von Ernteerträgen bei Nutzpflanzen führt.

### Feldpflanze

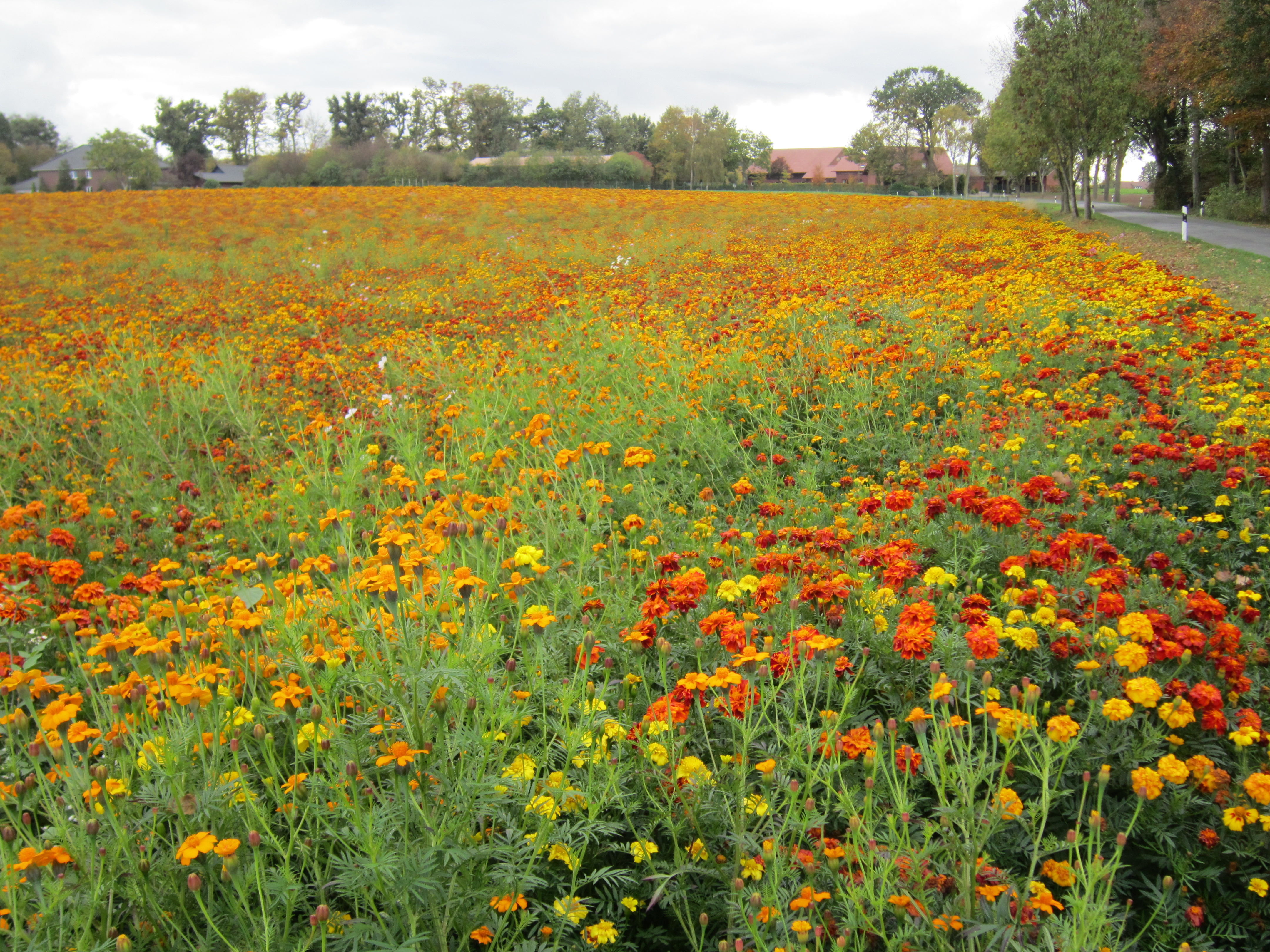
Großes Tagetesfeld in Visbek

Gelegentlich trifft man auch in Deutschland in der offenen Landschaft auf große Tagetesfelder. Tagetes wird außerhalb von Gärten für Blühstreifen und Wildäcker genutzt und fungiert als Schneise zwischen Maisäckern. In erster Linie geht es darum, dem fortschreitenden Verlust von Nahrungsquellen und Lebensräumen für viele wildlebende Tiere entgegenzuwirken sowie die Landschaft ökologisch und optisch aufzuwerten. Bei einer primär ökologisch begründeten Flächennutzung ist allerdings darauf zu achten, dass Tiere durch die Aufnahme größerer Mengen von Tagetes nicht vergiftet werden. Daher sind Wildäcker mit einem hohen Tagetesanteil in Deutschland eher selten.
Auf Flächen, die regelmäßig dem Anbau von Gemüse oder Erdbeeren dienen, wird Tagetes als Zwischenfrucht zur biologischen Nematodenbekämpfung eingesetzt.

### Nutzung der Inhaltsstoffe

#### Färbemittel
Tagetes werden mitunter kommerziell zur Gewinnung des Gelb-Pigments Lutein angebaut. Lutein ist das Haupt-Carotinoid der Tagetesblüten. Lutein wird als Lebensmittelfarbstoff mit der E-Nummer E161b sowie als Futtermittelzusatz insbesondere für Geflügel zur Gelbfärbung von Eidotter verwendet.

#### Gewürz
Tagetes minuta dient in Peru als Gewürz. Die Blätter der aus Mexiko stammenden Tagetes lucida (deutsch: Würz-Tagetes) kann man ebenfalls als Gewürz sowie zur Zubereitung von Tee verwenden. Ihr Aroma erinnert an Anis.
Das Huacatay-Aroma wird in Südamerika auch für die Herstellung von Parfum genutzt. Auch in der Kosmetikbranche finden Tagetes Anwendung.
Im Kaukasus wird das Gewürz aus getrockneter Tagetes erecta als „imeretischer Safran“ bezeichnet.

#### Heilmittel und Droge
Erst vor wenigen Jahren wurde die Essentialität von Lutein beim Sehvorgang im menschlichen Auge entdeckt. Lutein-Mangel bewirkt eine Degeneration der Macula, die vornehmlich bei älteren Personen auftritt. Laut Arzneimittelherstellern kann die tägliche Einnahme von sechs Milligramm Lutein in Multivitamin-Tabletten dieser Degeneration vorbeugen. Die US-amerikanische Arzneimittelzulassungsbehörde FDA hat im Jahre 2004 gemeinsam mit dem Joint Committee on Food Additives (JECFA) Gaben von 145 Milligramm Lutein/Zeaxanthin pro Tag für eine Person mit einem Gewicht von umgerechnet 72,6 Kilogramm als sicher und unbedenklich beurteilt. Die Wirkungsweise ist jedoch der amerikanischen Behörde zufolge unklar.
Der Tagetes lucida wird eine „psychoaktive, leicht psychedelische“ Wirkung nachgesagt, die durch die in ihr enthaltenen Cumarinderivate zu erklären sein soll.

## Luteingewinnung und -vermarktung
Zur Gewinnung von reinem Lutein werden die Blüten von Tagetes gepflückt, anschließend fermentiert, getrocknet und zu Pellets verarbeitet. Die Erntemenge beträgt etwa 15 Tonnen Tagetesblüten pro Hektar. Der Luteingehalt in frischen Tagetesblüten liegt bei 1,8 Gramm pro Kilogramm Frischgewicht. Auf einem Hektar können so etwa 27 Kilogramm reines Lutein erzeugt werden. Die Tagetes-Pellets werden an Firmen zur Extraktion von Lutein mit einem organischen Lösemittel geliefert. Das Endprodukt ist das so genannte Oleoresin, in dem Lutein als Di-Ester in hoher Konzentration vorliegt. Dieses Oleoresin wird von der pharmazeutischen Industrie in Gelatine-Kapseln, Tabletten oder Dragees zum menschlichen Verzehr eingearbeitet.
Hauptanbaugebiete von Tagetes für kommerzielle Zwecke sind heute China (etwa 50 Prozent des Weltmarktes), Indien (etwa 25 Prozent), Thailand, Lateinamerika und Afrika. Der Weltmarkt betrug im Jahre 2004 etwa 140 Millionen US-Dollar. Das Wachstum bis 2009 wird auf jährlich sechs Prozent geschätzt. Wichtigste Lieferanten für Lutein-Formulierungen sind Kemin Industries in den USA, DSM in Holland und Cognis in Düsseldorf.

## Gentechnische Transformationen
Neuerdings wird versucht, Tagetes durch genetische Modifikation zur Produktion anderer Carotinoide zu transformieren. Im Jahr 2004 wurde an der Universität Halle eine Dissertation von Martin Klebsattel durchgeführt, in der eine blütenspezifische Änderung der Carotinoid-Biosynthese von Tagetes erecta vorgenommen wurde. Das Ziel war, einen Großteil des Metabolitenflusses in Richtung der beta-Carotinoide umzulenken. Hierzu wurde eine chromoplastenspezifische Lycopin-beta-Cyclase (CycB) aus Tomate in der Blüte von Tagetes erecta exprimiert und der Luteingehalt der Tagetesblüte reduziert.